# Saxicola tectes
Saxicola tectes là một loài chim trong họ Muscicapidae.